# Questi pazzi pazzi Oldies
Questi pazzi pazzi Oldies è un 33 giri del 1982, prodotto dalla RCA Italiana, inciso dal gruppo Gli Oldies formato da: Claudio Celli, Nicola Arigliano, Ernesto Bonino, Cocky Mazzetti e Wilma De Angelis tutte a ritmo di swing.

## Tracce
1. Ma le gambe (Alfredo Bracchi - Giovanni D'Anzi) 2:42
2. Mogadiscio (Gianfranco Manfredi - Ricky Gianco) 2:42
3. Ma, ma non mi sgridare più (Misselvia - Conrad) 2:34
4. Medley: Buonasera signorina (G. Manfredi - Gianco - Sigman - De Rose) / Ciao... ti dirò   (Giorgio Calabrese - Gian Franco Reverberi) 2:45
5. El negro Zumbon (Vatro - Franco) 3:11
6. Oh yes, finite banane (Yes! We Have No Bananas / G. Manfredi - Gianco - Silver - Irving - Cohn) 2:47
7. Il pinguino innamorato (Castroli - Mario Consiglio - Nino Rastelli) 2:47
8. Personalità (Logan - Price - Pinchi - Gioia) 3:10
9. Magic moment (G. Manfredi - Gianco - Bacharach - David) 2:38
10. Dottor swing (Pogliotti - Natalino Otto) 2:32
11. Medley: Nel duemila (Bruno Brighetti - Bruno Martino) / Selene (Domenico Modugno - Franco Migliacci) 2:50
12. Swingami tutto (G. Manfredi - Gianco) 3:15

## Crediti
Tecnici della registrazione: Giancarlo Jametti e Francesco D'Ambrosio (Fonit Cetra - Milano), Paolo Venditti (RCA Italiana - Roma)
Mixaggio di Paolo Venditti, Tommaso Vittorini, Gianfranco e Roberto Manfredi.
Tecnico del transfer: Piero Mannucci.
Copertina di Salvatore Mattozzi.
Il brano "Ma le gambe" è stato registrato dal vivo al "Bebo Gambizza Club" di Milano.